# Ophrys aymoninii
Ophrys aymoninii es una especie de orquídea terrestre de la familia Orchidaceae.
Se considera un sinónimo de Ophrys insectifera.

## Nombres comunes
- Español:
- Alemán: Aymonins Ragwurz
- Inglés: Early fly orchid
- Francés: Ophrys d'Aymonin, ophrys mouche des Causses
- Holandés: Vliegenorchis van de Causses

- Datos: Q793153
- Multimedia: Ophrys aymoninii / Q793153
- Especies: Ophrys insectifera subsp. aymoninii